# 乌克兰国家象征
烏克蘭國家象徵是指在烏克蘭國內或者國外用來象徵烏克蘭或烏克蘭人的事物。這些象征中有的是官方象征，例如旗幟、徽章、郵票和貨幣，以及互聯網頂級域名。而有的則非正式地作為文學、藝術和民間藝術、紋章、紀念碑、服裝、個人裝飾中反復出現的主題，以及公園、橋樑、街道和俱樂部的名稱。
烏克蘭在1922年到1991年曾是蘇聯的加盟國，後來在二戰期間被納粹政府控制。2015年開始，烏克蘭法律禁止公開展示蘇聯時期的烏克蘭國旗、國歌和國徽。

## 列表
| 國家象徵                      | 符號                                  | 圖像  | 資訊 |
| ----------------------------- | ------------------------------------- | ----- | --- |
| 國旗                          | 烏克蘭國旗                            |       | 國旗於1918年作為烏克蘭人民共和國的國旗正式啟用，在蘇聯時期被禁止使用，並於1991年恢復使用。旗幟的顏色來自於1848年，鲁西尼亚最高议会採用了藍色和黃色的旗幟。 國旗比例為2：3，由平行的藍色與黃色橫條組成。                                                                                        |
| 國徽                          | 烏克蘭國徽                            |       | 烏克蘭的國徽紋章為藍底盾形，內容為金色的三叉戟。 |
| 國歌                          | 烏克蘭仍在人間 (Ще не вмерла України) |       | 《烏克蘭仍在人間》是烏克蘭的國歌。 這首歌的曲由米卡依羅·維爾畢茨基（Михайло Вербицький）作於1863年，用於配唱帕弗羅·朱賓斯基（Павло Чубинський）所作的一首愛國詩篇。 《烏克蘭仍在人間》於1917年成為烏克蘭人民共和國國歌，在1922年蘇聯成立後不再使用。蘇聯解體後，重新將本曲規定為烏克蘭的國歌。 |
| 國家格言                      | 願榮光歸烏克蘭 (Слава Україні!)       |       | “願榮光歸烏克蘭”是烏克蘭的國家格言。於20世紀初出現。 |
| 國花                          | 向日葵                                |       | 烏克蘭的國花是向日葵，烏克蘭人吃向日葵的種子或將它們壓成油。 作為四旬期期間被東正教教會禁止使用的黃油和豬油的替代品，向日葵所製成的食用油東歐國家很受歡迎。 |
| 烏克蘭總統四大象徵－ 總統旗   | 烏克蘭總統旗                          |       | 烏克蘭總統旗於1999年11月29日由烏克蘭總統令確認，確定為烏克蘭總統四種官方標誌之一（其餘三種分別是烏克蘭總統項鍊、烏克蘭總統印章和烏克蘭總統權杖），烏克蘭總統旗則需在就職典禮上使用。 |
| 烏克蘭總統四大象徵－ 總統權杖 | 烏克蘭總統權杖                        |       | |
| 烏克蘭總統四大象徵－ 總統印章 | 烏克蘭總統印章                        |       | |
| 烏克蘭總統四大象徵－ 總統項鍊 | 烏克蘭總統項鍊                        |       | 總統項鍊並非強制性的象徵，但大多數歐洲國家元首都有這樣的裝飾 |
| 陸軍軍旗                      | 烏克蘭陸軍                            |       | |
| 海軍軍旗                      | 烏克蘭海軍                            |       | |
| 空軍軍旗                      | 烏克蘭空軍                            |       | |
| 法定貨幣                      | 乌克兰格里夫纳                        |       | |
| 民族樂器                      | 班杜拉琴 (Бандура)                    |       | 班杜拉琴（烏克蘭文：Банду́ра）是烏克蘭民族樂器的一種，屬於撥弦樂器體系 |
| 民族服飾                      | 維什萬卡 (Вишиванка)                  |       | 維什萬卡是一種主要分布於烏克蘭與白俄羅斯的傳統刺繡衫，並被視為烏克蘭國家象徵 |
| 國菜                          | 羅宋湯 (Борщ)                         |       | 發源於東斯拉夫民族（包括烏克蘭、俄羅斯、白俄羅斯）的濃菜湯，盛行於東歐及中歐一帶。 2022年7月1日，聯合國教科文組織因俄烏戰爭對文化傳承構成嚴重威脅，將烏克蘭羅宋湯烹飪文化列入瀕危非物質文化遺產。                                                                                              |
| 國慶日                        | 烏克蘭獨立日 (8月24日)                |       | 1991年8月24日，烏克蘭最高拉達通過《烏克蘭獨立宣言》，從1992年開始，每年的8月24日遂被定為烏克蘭獨立日，並延續至今。 |
| 國旗日                        | 烏克蘭國旗日 (8月23日)                |       | 自2004年起的每年8月23日，而之前在基輔則以7月24日認定為國旗日。 在1990年7月24日，基輔市議會舉行升旗儀式，以黃藍樣式的烏克蘭國旗首次在市議會前被升起。 而自1992年以來，烏克蘭在每年的8月24日慶祝獨立日。                                                                                         |
| 國家顏色                      | 烏克蘭國家顏色 主色：藍-黃            | 藍 黃 | 源自國旗配色。 藍色代表天空、溪流與和平，黃色代表麥田與繁榮。 |

### 國旗

烏克蘭國旗

國旗於1918年作為烏克蘭人民共和國的國旗正式啟用，在蘇聯時期被禁止使用，並於1991年恢復使用。旗幟的顏色來自於1848年，鲁西尼亚最高议会採用了藍色和黃色的旗幟。
國旗比例為2：3，由平行的藍色與黃色橫條組成。

### 國徽

烏克蘭國徽

烏克蘭的國徽紋章為藍底盾形，內容為金色的三叉戟。

### 國歌
《烏克蘭仍在人間》是烏克蘭的國歌。 這首歌的曲由米卡依羅·維爾畢茨基（Михайло Вербицький）作於1863年，用於配唱帕弗羅·朱賓斯基（Павло Чубинський）所作的一首愛國詩篇。
《烏克蘭仍在人間》於1917年成為烏克蘭人民共和國國歌，在1922年蘇聯成立後不再使用。蘇聯解體後，重新將本曲規定為烏克蘭的國歌。

### 國家顏色
藍色和黃色是烏克蘭的代表顏色。藍色代表天空、溪流與和平，黃色代表麥田與繁榮。

### 總統象徵

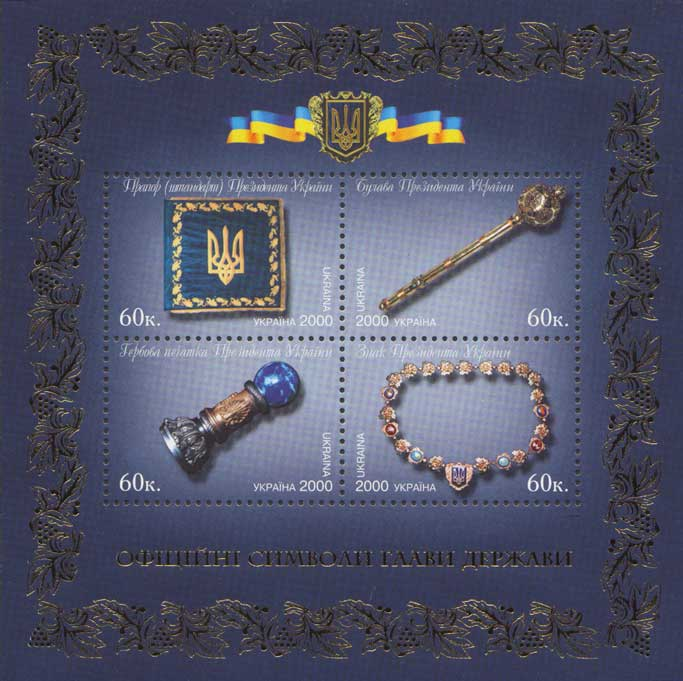
四項總統象徵

根據1999年11月29日總統令，烏克蘭總統象徵包括總統旗、項鍊、權杖和印章四項。

### 民族樂器
班杜拉琴（烏克蘭文：Банду́ра）是烏克蘭民族樂器的一種，屬於撥弦樂器體系

### 民族服飾
維什萬卡是一種主要分布於烏克蘭與白俄羅斯的傳統刺繡衫，並被視為烏克蘭國家象徵

### 國家格言
“願榮光歸烏克蘭”是烏克蘭的國家格言。於20世紀初出現。

### 國花
烏克蘭的國花是向日葵，烏克蘭人吃向日葵的種子或將它們壓成油。作為四旬期期間被東正教教會禁止使用的黃油和豬油的替代品，向日葵所製成的食用油東歐國家很受歡迎。